# 1780
Il 1780 (MDCCLXXX in numeri romani) è un anno bisestile del XVIII secolo.

## Eventi

### Per luogo

#### Asia
- 16 dicembre – L'Imperatore Kōkaku accede al trono del Giappone.

#### Europa
- Completamento della Reggia di Caserta.
- In Boemia e in Ungheria viene abolita la servitù della gleba.
- Rinvenuti ad Eichstätt, Germania, i primi resti fossili di Pterodactylus da parte del naturalista Cosimo Alessandro Collini.
- 29 novembre – Muore Maria Teresa d'Austria ed i suoi domini asburgici passano al figlio Giuseppe II, già Imperatore del Sacro Romano Impero sin dal 1765.

#### Inghilterra
- Rivoluzione Industriale.

#### Americhe
- Perù: Rivolta di Tupac Amaru II.

### Per argomento

#### Meteorologia
- 9-20 ottobre – Nei Caraibi si verifica il Grande uragano del 1780, che causa più di 22.000 morti.
- Horace-Bénédict de Saussure costruisce il primo igrometro usando un capello.

## Nati
Ci sono circa 230 voci su persone nate nel 1780; vedi la pagina Nati nel 1780 per un elenco descrittivo o la categoria Nati nel 1780 per un indice alfabetico.

## Morti

### Gennaio
- 1º gennaio - Johann Ludwig Krebs, compositore e organista tedesco (n. 1713)
- 1º gennaio - D'Hannetaire, attore teatrale e regista teatrale francese (n. 1718)
- 5 gennaio - Melezio II di Costantinopoli, arcivescovo ortodosso greco
- 8 gennaio - Dionigi Latomo Massa, vescovo cattolico italiano (n. 1703)
- 10 gennaio - Francesco Antonio Vallotti, francescano, organista e compositore italiano (n. 1697)
- 13 gennaio - Luisa Amalia di Brunswick-Wolfenbüttel, principessa tedesca (n. 1722)
- 15 gennaio - Johann Rudolf Tschiffeli, agronomo svizzero (n. 1716)
- 21 gennaio - Tommaso Struzzieri, vescovo cattolico italiano (n. 1706)
- 31 gennaio - Jonathan Carver, esploratore statunitense (n. 1710)

### Febbraio
- 4 febbraio - Giovan Battista Passeri, archeologo, letterato e avvocato italiano (n. 1694)
- 10 febbraio - Giovanni di Birkenfeld-Gelnhausen, nobile tedesco (n. 1698)
- 13 febbraio - Nicolò Baschiera, ingegnere italiano
- 14 febbraio - William Blackstone, giurista britannico (n. 1723)
- 14 febbraio - Gabriel de Saint-Aubin, disegnatore, incisore e pittore francese (n. 1724)
- 16 febbraio - Giovanni Aloisio I di Oettingen-Spielberg, principe tedesco (n. 1707)
- 18 febbraio - Kristijonas Donelaitis, scrittore lituano (n. 1714)
- 18 febbraio - Catherine Manners, nobildonna inglese
- 20 febbraio - Andrzej Stanisław Młodziejowski, vescovo cattolico polacco (n. 1717)
- 21 febbraio - Francesco Foschi, pittore italiano (n. 1710)
- 22 febbraio - Francesco III d'Este, nobile italiano (n. 1698)
- 27 febbraio - Giovacchino Gaspero Carcacci, artigiano italiano (n. 1721)

### Marzo
- 6 marzo - Franz Anton Joseph von Hausen-Gleichenstorff, presbitero austriaco
- 10 marzo - Giovanni Fogliani Sforza d'Aragona, politico e diplomatico italiano (n. 1697)
- 11 marzo - Philibert-Benoît de La Rue, pittore e incisore francese (n. 1718)
- 14 marzo - Roque Joaquín de Alcubierre, ingegnere e archeologo spagnolo (n. 1702)
- 26 marzo - Carlo I di Brunswick-Wolfenbüttel, nobile (n. 1713)

### Aprile
- 5 aprile - Ulrika Strömfelt, nobildonna svedese (n. 1724)
- 5 aprile - Pietro Tabarrani, medico e anatomista italiano (n. 1702)
- 6 aprile - Elisabetta Federica Sofia di Brandeburgo-Bayreuth, duchessa (n. 1732)
- 9 aprile - Giuseppe Maria Castelli, cardinale italiano (n. 1705)
- 17 aprile - Lorenzo Musante, organaro italiano
- 22 aprile - Luigi Prinotto, ebanista italiano
- 23 aprile - Romoaldo Guidi, cardinale italiano (n. 1722)
- 23 aprile - Maria Antonia di Baviera (n. 1724)
- 29 aprile - Claude Joseph Dorat, scrittore, poeta e drammaturgo francese (n. 1734)

### Maggio
- 4 maggio - Pierre Montan Berton, compositore francese (n. 1727)
- 4 maggio - Gian Giuseppe Liruti, storico e bibliografo italiano (n. 1689)
- 7 maggio - Matteo Jacuzio, abate e scrittore italiano (n. 1716)
- 11 maggio - Domenico Balestrieri, poeta italiano (n. 1714)
- 11 maggio - Nicolás Fernández de Moratín, avvocato, poeta e drammaturgo spagnolo (n. 1737)
- 26 maggio - Guillaume Le Trosne, economista francese (n. 1728)

### Giugno
- 6 giugno - Kasper Lubomirski, nobile, generale e politico polacco (n. 1724)
- 11 giugno - Elia Vincenzo Buzzi, scultore italiano (n. 1708)
- 24 giugno - Giovanni Battista Biancolini, storico italiano (n. 1697)
- 30 giugno - Carlo Paolo Ernesto di Bentheim-Steinfurt, nobile tedesco (n. 1729)

### Luglio
- 1º luglio - Caterina Bresciani, attrice teatrale italiana (n. 1722)
- 4 luglio - Carlo Alessandro di Lorena, generale austriaco (n. 1712)
- 5 luglio - Samuel Musgrave, filologo classico e medico inglese (n. 1732)
- 14 luglio - Charles Batteux, filosofo francese (n. 1713)
- 21 luglio - Evdokija Borisovna Jusupova, nobildonna russa (n. 1743)
- 28 luglio - Ludovico Therin Bonesio, vescovo cattolico italiano (n. 1705)
- 30 luglio - Pier Alessandro Guasco, generale italiano (n. 1714)

### Agosto
- 3 agosto - Étienne Bonnot de Condillac, filosofo, enciclopedista e economista francese (n. 1714)
- 20 agosto - Louise de Rohan, nobile francese (n. 1704)
- 23 agosto - Marie Anne de Vichy-Chamrond, scrittrice francese (n. 1696)
- 29 agosto - Jacques-Germain Soufflot, architetto francese (n. 1713)

### Settembre
- 3 settembre - Francesco Manganelli, fantino italiano (n. 1724)
- 4 settembre - Pierre-Etienne Moitte, pittore e incisore francese (n. 1722)
- 7 settembre - Mattia Mancini, fantino italiano (n. 1745)
- 8 settembre - Jeanne-Marie Leprince de Beaumont, scrittrice francese (n. 1711)
- 10 settembre - Vittorio Amedeo II di Savoia-Carignano, nobile italiano (n. 1743)
- 19 settembre - James Cecil, VI conte di Salisbury, nobile britannico (n. 1713)
- 22 settembre - Giovanni Costanzo Caracciolo, cardinale italiano (n. 1715)
- 23 settembre - Ernesto Federico III di Sassonia-Hildburghausen, duca tedesco (n. 1727)

### Ottobre
- 2 ottobre - John André, militare inglese (n. 1750)
- 4 ottobre - Whitehead Hicks, politico e avvocato statunitense (n. 1728)
- 10 ottobre - François Guillaume Clairain des Lauriers, ingegnere francese (n. 1722)
- 17 ottobre - Bernardo Bellotto, pittore e incisore italiano (n. 1721)
- 19 ottobre - Sofronio II di Costantinopoli, arcivescovo ortodosso siriano
- 20 ottobre - Caio Domenico Gallo, storico e letterato italiano (n. 1697)
- 23 ottobre - John Mordaunt, generale e politico britannico (n. 1697)
- 25 ottobre - Wacław Hieronim Sierakowski, arcivescovo cattolico polacco (n. 1700)

### Novembre
- 8 novembre - Elia Lauricella, religioso italiano (n. 1707)
- 10 novembre - Mikael Bedros III Kasparian
- 14 novembre - Durante Duranti, poeta italiano (n. 1718)
- 16 novembre - Louis César de La Baume Le Blanc de La Vallière, militare francese (n. 1708)
- 26 novembre - James Steuart, economista britannico (n. 1713)
- 27 novembre - Girolamo Luigi Crivelli, vescovo cattolico italiano (n. 1746)
- 29 novembre - Hieronymus David Gaubius, medico e chimico tedesco (n. 1705)
- 29 novembre - Maria Teresa d'Austria, nobile austriaca (n. 1717)

### Dicembre
- 4 dicembre - Pietro Colonna Pamphili, cardinale e arcivescovo cattolico italiano (n. 1725)
- 6 dicembre - Joseph Lieutaud, medico francese (n. 1703)
- 11 dicembre - Anna Sofia di Schwarzburg-Rudolstadt, nobile tedesca (n. 1700)
- 16 dicembre - Juan Tomás de Boxadors y Sureda de San Martín, cardinale spagnolo (n. 1703)
- 16 dicembre - Gennaro Antonio de Simone, cardinale e vescovo cattolico italiano (n. 1717)
- 17 dicembre - Gian Paolo Timoleone di Cossé-Brissac, militare francese (n. 1698)
- 23 dicembre - Mario Compagnoni Marefoschi, cardinale e letterato italiano (n. 1714)
- 26 dicembre - Giorgio Giulini, nobile, storico e storiografo italiano (n. 1714)

### Senza giorno specificato
- Casto Innocenzio Ansaldi, teologo italiano (n. 1710)
- Giuseppe Gioacchino Barozzi, pittore italiano
- Gaspero Bruschi, scultore italiano (n. 1710)
- Giovanni Teodoro Callimachi, diplomatico ottomano
- Giovanni Battista Cantalupi, pittore italiano (n. 1732)
- Miura Chora, poeta giapponese (n. 1729)
- Felice Clerici, ceramista italiano
- Carlo Cozio, scacchista italiano (n. 1715)
- Dilhayat Kalfa, musicista, compositrice e cantante ottomana (n. 1710)
- Domenico Ferrari, musicista italiano (n. 1722)
- Saverio Graziano, medico italiano (n. 1702)
- Francesco Guerini, compositore e violinista italiano
- Jacobus Houbraken, incisore olandese (n. 1698)
- John Kay, inventore inglese (n. 1704)
- Mattia Lampi, pittore italiano (n. 1697)
- André Levret, medico francese (n. 1703)
- Francesco Liani, pittore italiano
- Antonia Lodron, nobile austriaco (n. 1738)
- Moses Margolies, rabbino e religioso lituano (n. 1710)
- Luis Meléndez, pittore spagnolo (n. 1716)
- Giuseppe Mosca, medico e biografo italiano (n. 1706)
- Ngwane III, politico swati
- Robert Carter Nicholas, politico statunitense (n. 1728)
- Lobsang Palden Yeshe, monaco buddhista tibetano (n. 1738)
- Phuntsog Namgyal II, indiano (n. 1733)
- Giovanni Domenico Porta, pittore italiano (n. 1722)
- Gabriele Ricciardelli, pittore italiano
- Shimun XV Mikhail Mukhtas, vescovo cristiano orientale siro
- Ippolito Sivieri, ingegnere, architetto e gesuita italiano (n. 1697)
- Giovanni Pietro Varion, scultore francese
- Giuseppe Varotti, pittore italiano (n. 1715)
- Silvestre Vélez de Escalante, francescano spagnolo
- Joseph Wagner, incisore, docente e editore tedesco (n. 1706)

## Calendario
| Calendario 1780 | Calendario 1780 | Calendario 1780 | Calendario 1780 | Calendario 1780 | Calendario 1780 | Calendario 1780 | Calendario 1780 | Calendario 1780 | Calendario 1780 | Calendario 1780 | Calendario 1780 | Calendario 1780 | Calendario 1780 | Calendario 1780 | Calendario 1780 | Calendario 1780 | Calendario 1780 | Calendario 1780 | Calendario 1780 | Calendario 1780 | Calendario 1780 | Calendario 1780 | Calendario 1780 | Calendario 1780 | Calendario 1780 | Calendario 1780 | Calendario 1780 | Calendario 1780 | Calendario 1780 | Calendario 1780 | Calendario 1780 | Calendario 1780 |
| --------------- | --------------- | --------------- | --------------- | --------------- | --------------- | --------------- | --------------- | --------------- | --------------- | --------------- | --------------- | --------------- | --------------- | --------------- | --------------- | --------------- | --------------- | --------------- | --------------- | --------------- | --------------- | --------------- | --------------- | --------------- | --------------- | --------------- | --------------- | --------------- | --------------- | --------------- | --------------- | --------------- |
|                 | 1               | 2               | 3               | 4               | 5               | 6               | 7               | 8               | 9               | 10              | 11              | 12              | 13              | 14              | 15              | 16              | 17              | 18              | 19              | 20              | 21              | 22              | 23              | 24              | 25              | 26              | 27              | 28              | 29              | 30              | 31              |                 |
| Gennaio         | Sa              | Do              | Lu              | Ma              | Me              | Gi              | Ve              | Sa              | Do              | Lu              | Ma              | Me              | Gi              | Ve              | Sa              | Do              | Lu              | Ma              | Me              | Gi              | Ve              | Sa              | Do              | Lu              | Ma              | Me              | Gi              | Ve              | Sa              | Do              | Lu              |                 |
| Febbraio        | Ma              | Me              | Gi              | Ve              | Sa              | Do              | Lu              | Ma              | Me              | Gi              | Ve              | Sa              | Do              | Lu              | Ma              | Me              | Gi              | Ve              | Sa              | Do              | Lu              | Ma              | Me              | Gi              | Ve              | Sa              | Do              | Lu              | Ma              |                 |                 |                 |
| Marzo           | Me              | Gi              | Ve              | Sa              | Do              | Lu              | Ma              | Me              | Gi              | Ve              | Sa              | Do              | Lu              | Ma              | Me              | Gi              | Ve              | Sa              | Do              | Lu              | Ma              | Me              | Gi              | Ve              | Sa              | Do              | Lu              | Ma              | Me              | Gi              | Ve              |                 |
| Aprile          | Sa              | Do              | Lu              | Ma              | Me              | Gi              | Ve              | Sa              | Do              | Lu              | Ma              | Me              | Gi              | Ve              | Sa              | Do              | Lu              | Ma              | Me              | Gi              | Ve              | Sa              | Do              | Lu              | Ma              | Me              | Gi              | Ve              | Sa              | Do              |                 |                 |
| Maggio          | Lu              | Ma              | Me              | Gi              | Ve              | Sa              | Do              | Lu              | Ma              | Me              | Gi              | Ve              | Sa              | Do              | Lu              | Ma              | Me              | Gi              | Ve              | Sa              | Do              | Lu              | Ma              | Me              | Gi              | Ve              | Sa              | Do              | Lu              | Ma              | Me              |                 |
| Giugno          | Gi              | Ve              | Sa              | Do              | Lu              | Ma              | Me              | Gi              | Ve              | Sa              | Do              | Lu              | Ma              | Me              | Gi              | Ve              | Sa              | Do              | Lu              | Ma              | Me              | Gi              | Ve              | Sa              | Do              | Lu              | Ma              | Me              | Gi              | Ve              |                 |                 |
| Luglio          | Sa              | Do              | Lu              | Ma              | Me              | Gi              | Ve              | Sa              | Do              | Lu              | Ma              | Me              | Gi              | Ve              | Sa              | Do              | Lu              | Ma              | Me              | Gi              | Ve              | Sa              | Do              | Lu              | Ma              | Me              | Gi              | Ve              | Sa              | Do              | Lu              |                 |
| Agosto          | Ma              | Me              | Gi              | Ve              | Sa              | Do              | Lu              | Ma              | Me              | Gi              | Ve              | Sa              | Do              | Lu              | Ma              | Me              | Gi              | Ve              | Sa              | Do              | Lu              | Ma              | Me              | Gi              | Ve              | Sa              | Do              | Lu              | Ma              | Me              | Gi              |                 |
| Settembre       | Ve              | Sa              | Do              | Lu              | Ma              | Me              | Gi              | Ve              | Sa              | Do              | Lu              | Ma              | Me              | Gi              | Ve              | Sa              | Do              | Lu              | Ma              | Me              | Gi              | Ve              | Sa              | Do              | Lu              | Ma              | Me              | Gi              | Ve              | Sa              |                 |                 |
| Ottobre         | Do              | Lu              | Ma              | Me              | Gi              | Ve              | Sa              | Do              | Lu              | Ma              | Me              | Gi              | Ve              | Sa              | Do              | Lu              | Ma              | Me              | Gi              | Ve              | Sa              | Do              | Lu              | Ma              | Me              | Gi              | Ve              | Sa              | Do              | Lu              | Ma              |                 |
| Novembre        | Me              | Gi              | Ve              | Sa              | Do              | Lu              | Ma              | Me              | Gi              | Ve              | Sa              | Do              | Lu              | Ma              | Me              | Gi              | Ve              | Sa              | Do              | Lu              | Ma              | Me              | Gi              | Ve              | Sa              | Do              | Lu              | Ma              | Me              | Gi              |                 |                 |
| Dicembre        | Ve              | Sa              | Do              | Lu              | Ma              | Me              | Gi              | Ve              | Sa              | Do              | Lu              | Ma              | Me              | Gi              | Ve              | Sa              | Do              | Lu              | Ma              | Me              | Gi              | Ve              | Sa              | Do              | Lu              | Ma              | Me              | Gi              | Ve              | Sa              | Do              |                 |